# Tatraea dumbirensis
Tatraea dumbirensis är en svampart som först beskrevs av Josef Velenovský, och fick sitt nu gällande namn av Svrcek 1993. Tatraea dumbirensis ingår i släktet Tatraea och familjen Helotiaceae.  Arten är reproducerande i Sverige. Inga underarter finns listade i Catalogue of Life.